# 杜安 (上萨瓦省)
杜安（法語：Duingt，法語發音：[dwɛ̃]）是法国上萨瓦省的一个市镇，位于该省中西部偏南，阿讷西湖西南侧，属于阿讷西区。

## 地名
由于语源关系，该地名“Duingt”发音为[dwɛ̃]而非按字面推得的[dɥɛ̃]，《世界地名译名词典》将其按字面误译作“迪安”。

## 地理
杜安（45°49'41"N, 6°12'10"E）面积4.39 平方千米，位于法国奥弗涅-罗讷-阿尔卑斯大区上萨瓦省，该省份为法国东部省份，历史上为薩伏依的一部分，北与瑞士接壤，西接安省，南至萨瓦省，东与瑞士和意大利接壤。
与杜安接壤的市镇（或旧市镇、城区）包括：杜萨尔、昂特勒韦尔讷、拉蒂勒、圣若里奥、塔卢瓦尔-蒙曼。
杜安的时区为UTC+01:00、UTC+02:00（夏令时）。

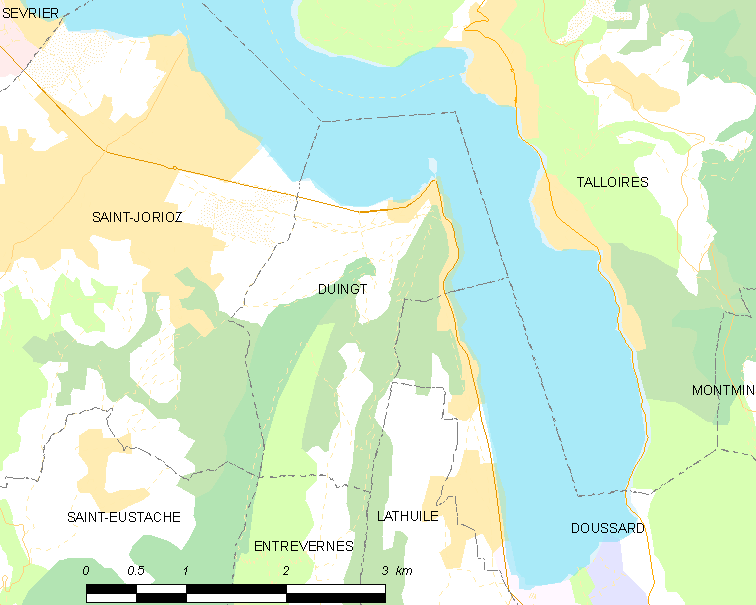
杜安的OSM定位图

## 行政
杜安的邮政编码为74410，INSEE市镇编码为74108。

## 政治
杜安所属的省级选区为阿讷西第四县。

## 交通
上萨瓦省省道D8线和D1508线经过聚安境内，有客运巴士前往省会阿讷西。

## 人口

1962-2008年间杜安人口变化图示

杜安于2022年1月1日时的人口数量为1069人。